# Liste der Kulturdenkmale in Bellwitz
In der Liste der Kulturdenkmale in Bellwitz sind die Kulturdenkmale des Ortsteils Bellwitz der Großen Kreisstadt Löbau verzeichnet, die bis Dezember 2018 vom Landesamt für Denkmalpflege Sachsen erfasst wurden (ohne archäologische Kulturdenkmale). Die Anmerkungen sind zu beachten.

## Liste der Kulturdenkmale in Bellwitz
| Bild                                    | Bezeichnung | Lage                                             | Datierung | Beschreibung | ID       |
| --------------------------------------- | --- | ------------------------------------------------ | --- | --- | -------- |
| Weitere Bilder                          | Gemauerte Mühle: Mühlenanwesen mit Wohnmühlenhaus und Nebengebäude, Erdkeller, Wasserbecken, Brunnenring, Waschstelle mit Treppe, Taubenhaus, großem Granit-Wassertrog, Fußgängerbrücke und anderen teils zusammengetragenen Teilen, dazu die den Weg säumenden Eichen (Gartendenkmal) | Alte Lausitzer Straße 2 (Karte)                  | Gesindehaus wahrscheinlich 17. Jahrhundert; 1820 (Mühle); 17. Jahrhundert (Nebengebäude); um 1900 Neuaufbau (Wohnhaus) | Später als Ausflugs-Restaurant genutzt, baugeschichtlich und ortsgeschichtlich von Bedeutung | 08960605 |
| Weitere Bilder                          | Buschmühle: Wohnhaus und zwei Wirtschaftsgebäude eines Mühlenanwesens | Buschmühlenweg 11, 13 (Karte)                    | Um 1850 | Historische Gebäude aus Bruchstein, baugeschichtlich und ortsgeschichtlich von Bedeutung | 09303029 |
| Weitere Bilder                          | Rittergut Bellwitz (Sachgesamtheit) | Oppelner Weg 1, 2, 3, 5, 6, 8 (Karte)            | 18. und 19. Jahrhundert                                                                                                | Sachgesamtheit Rittergut Bellwitz mit folgenden Einzeldenkmalen: Herrenhaus und Wirtschaftsgebäude der Nord-, West- und Südseite des Wirtschaftshofes und Reste der Einfriedungsmauer (siehe Einzeldenkmal 08960573 unter gleicher Anschrift) sowie Gutspark (Gartendenkmal); baugeschichtlich, landschaftsgestaltend und ortsgeschichtlich von Bedeutung [Störelemente: offener Unterstand auf Flurstück 294/5 sowie auf 294/6, 294/7] | 09303309 |
| Weitere Bilder                          | Herrenhaus und Wirtschaftsgebäude der Nord-, West- und Südseite des Wirtschaftshofes sowie Reste der Einfriedungsmauer mit Torpfeiler (Einzeldenkmale zu ID-Nr. 09303309) | Oppelner Weg 1, 2, 3, 5, 6, 8 (Karte)            | 1743 (Herrenhaus); 18. und 19. Jahrhundert (Wirtschaftsgebäude)                                                        | Einzeldenkmale der Sachgesamtheit Bellwitz; baugeschichtlich und ortsgeschichtlich von Bedeutung | 08960573 |
| Direkt Bild zu diesem Denkmal hochladen | Wegestein | Schmiedebergstraße (Ecke Alter Schulweg) (Karte) | 19. Jahrhundert | Verkehrsgeschichtlich von Bedeutung | 08960574 |
| Direkt Bild zu diesem Denkmal hochladen | Wohnstallhaus | Schmiedebergstraße 13 (Karte)                    | 1. Hälfte 19. Jahrhundert                                                                                              | Obergeschoss Fachwerk, letztes Beispiel vollständig erhaltener Holzkonstruktion im Ort, baugeschichtlich von Bedeutung | 08960575 |

## Ehemaliges Denkmal
| Bild                                    | Bezeichnung   | Lage                   | Datierung | Beschreibung | ID       |
| --------------------------------------- | ------------- | ---------------------- | --------- | --- | -------- |
| Direkt Bild zu diesem Denkmal hochladen | Seitengebäude | Alter Schulweg (Karte) | Um 1800   | Mächtiger Bruchsteinbau mit Krüppelwalmdach, stand sicher in Verbindung mit dem Rittergut, vielleicht ein Schafstall, baugeschichtlich bedeutsam und ortsbildprägend. Zwischen 2018 und 2024 aus der Denkmalliste gestrichen. | 08960576 |

## Tabellenlegende
- Bild: Bild des Kulturdenkmals, ggf. zusätzlich mit einem Link zu weiteren Fotos des Kulturdenkmals im Medienarchiv Wikimedia Commons. Wenn man auf das Kamerasymbol klickt, können Fotos zu Kulturdenkmalen aus dieser Liste hochgeladen werden:
- Bezeichnung: Denkmalgeschützte Objekte und ggf. Bauwerksname des Kulturdenkmals
- Lage: Straßenname und Hausnummer oder Flurstücknummer des Kulturdenkmals. Die Grundsortierung der Liste erfolgt nach dieser Adresse. Der Link (Karte) führt zu verschiedenen Kartendiensten mit der Position des Kulturdenkmals. Fehlt dieser Link, wurden die Koordinaten noch nicht eingetragen. Sind diese bekannt, können sie über ein Tool mit einer Kartenansicht einfach nachgetragen werden. In dieser Kartenansicht sind Kulturdenkmale ohne Koordinaten mit einem roten bzw. orangen Marker dargestellt und können durch Verschieben auf die richtige Position in der Karte mit Koordinaten versehen werden. Kulturdenkmale ohne Bild sind an einem blauen bzw. roten Marker erkennbar.
- Datierung: Baubeginn, Fertigstellung, Datum der Erstnennung oder grobe zeitliche Einordnung entsprechend des Eintrags in der sächsischen Denkmaldatenbank
- Beschreibung: Kurzcharakteristik des Kulturdenkmals entsprechend des Eintrags in der sächsischen Denkmaldatenbank, ggf. ergänzt durch die dort nur selten veröffentlichten Erfassungstexte oder zusätzliche Informationen
- ID: Vom Landesamt für Denkmalpflege Sachsen vergebene, das Kulturdenkmal eindeutig identifizierende Objekt-Nummer. Der Link führt zum PDF-Denkmaldokument des Landesamtes für Denkmalpflege Sachsen. Bei ehemaligen Kulturdenkmalen können die Objektnummern unbekannt sein und deshalb fehlen bzw. die Links von aus der Datenbank entfernten Objektnummern ins Leere führen. Ein ggf. vorhandenes Icon  führt zu den Angaben des Kulturdenkmals bei Wikidata.